# Kobresia pygmaea
Kobresia pygmaea är en halvgräsart som först beskrevs av Charles Baron Clarke, och fick sitt nu gällande namn av Charles Baron Clarke. Kobresia pygmaea ingår i släktet sävstarrar, och familjen halvgräs.
Kobresia pygmaea är en av de viktigaste betena för betesboskap på den tibetanska högplatån.

## Underarter
Arten delas in i följande underarter:
- K. p. pygmaea
- K. p. filiculmis